# 1906 en rugby à XV
Cette page présente les faits marquants de l'année 1906 en rugby à XV : les principales compétitions et évènements liés au rugby à XV et rugby à sept ainsi que les naissances et décès de grandes personnalités de ce sport.

## Principales compétitions
- Currie Cup
- Championnat de France (du ?? ???? 1905 au 8 avril 1906)
- Tournoi britannique (du 13 janvier au 17 mars 1906)

## Événements

### Janvier
- 1er janvier : le premier match officiel de l'équipe de France a lieu au Parc des Princes, la Nouvelle-Zélande s'impose 38 à 8 face à la France devant 3 000 spectateurs[1],[2].

### Mars
- 6 mars : les All-Blacks terminent leur première tournée dans l'hémisphère nord et rentrent à Auckland[3]. Leur bilan est de 34 victoires en 35 matchs disputés avec une statistique très favorable au niveau des points, 976 inscrits pour 59 concédés[4].
- 10 mars : l'Irlande bat le pays de Galles sur le score de 11 à 6 à Belfast. Les deux équipes sont à égalité au classement avec quatre points et se partagent le gain du tournoi britannique.
- 22 mars : l'équipe de France, qui inaugure sa première tenue tricolore (maillot bleu, culotte blanche et bas rouges), rencontre l'Angleterre au Parc des Princes et perd 8 à 35[5].

### Avril
- 8 avril : le Stade bordelais UC est champion de France après avoir battu 9 à 0 le Stade français Paris au Parc des Princes. Les trois essais de l'équipe bordelaise sont marqués par Mazières, Marcel Laffitte et André Lacassagne[6].

### Juin
- date inconnue : le Devon est champion d’Angleterre des comtés
- date inconnue : la Western Province remporte le championnat d’Afrique du Sud des provinces, la Currie Cup.